# Mistrzostwa Europy w Piłce Ręcznej Mężczyzn 2028
Ten artykuł dotyczy przyszłego wydarzenia sportowego. Informacje w nim zawarte zmienią się w przyszłości.
Mistrzostwa Europy w Piłce Ręcznej Mężczyzn 2028 – osiemnaste mistrzostwa Europy w piłce ręcznej mężczyzn, oficjalny międzynarodowy turniej piłki ręcznej o randze mistrzostw kontynentu organizowany przez EHF, mający na celu wyłonienie najlepszej męskiej reprezentacji narodowej w Europie zaplanowane do rozegrania w dniach od 13 do 30 stycznia 2028 roku w Hiszpanii, Portugalii oraz Szwajcarii. W turnieju wezmą udział dwadzieścia cztery zespoły.

## Wybór organizatora
Pod koniec kwietnia 2020 roku Europejska Federacja Piłki Ręcznej ogłosiła, że gospodarz mistrzostw zostanie wybrany w listopadzie 2021 roku podczas nadzwyczajnego Kongresu zorganizowanego z okazji trzydziestolecia tej organizacji. Do 1 listopada 2020 roku EHF przyjmowała wstępne zainteresowania organizacją turnieju, w wyznaczonym terminie wpłynęło osiem propozycji – sześć kandydatur pojedynczych państw i dwie wspólne. Jednocześnie federacja ustaliła ramy czasowe wyboru organizatora – zgodnie z nim ostateczny termin składania oficjalnych aplikacji upływał 1 maja 2021 roku, zaś decyzja, po przeprowadzonych inspekcjach i zatwierdzeniu kandydatur przez Zarząd EHF, miała zostać podjęta 19 listopada 2021 roku. W przesuniętym, z uwagi na opóźnienia w przekazywaniu dokumentów, na 10 maja 2021 roku terminie złożono trzy oficjalne aplikacje – szwajcarską, hiszpańsko-portugalską oraz duńsko-szwedzko-norweską. W październiku 2021 roku propozycja skandynawska została wycofana, natomiast Szwajcarzy dołączyli do kandydatury iberyjskiej, zatem na listopadowym nadzwyczajnym Kongresie EHF została ona zaakceptowana.